# Obersteinebach
Obersteinebach ist eine Ortsgemeinde im Landkreis Altenkirchen (Westerwald) im Norden von Rheinland-Pfalz. Sie gehört der Verbandsgemeinde Altenkirchen-Flammersfeld an.

## Geographische Lage
Obersteinebach liegt etwa auf 300 m ü. NHN im Tal des Lahrbaches mit seinem Stausee mitten im Naturpark Rhein-Westerwald.
Zu Obersteinebach gehören auch die Wohnplätze Jagdhaus Auf den Hähnen, Auf der Burg, Heiderhof und Landgut Marhähnerhof.

## Geschichte
Der Ort lag im nordöstlichen Bereich des ehemaligen Engersgaues. Er wurde „bald um 1250“ bzw. gegen Ende des 13. Jahrhunderts in den Heberollen des Herforder Marienstifts erstmals urkundlich erwähnt. Das Dorf bzw. „die Huben zu Ober- und Niedersteinebach“ gehörten zum Territorium des Kurfürstentums Trier. Lehnsherrn waren hier die Grafen zu Isenburg.
1803 kam Obersteinebach zum Fürstentum Nassau-Weilburg, 1806 zum Herzogtum Nassau und 1815 an Preußen. Unter der preußischen Verwaltung wurde Obersteinebach der Bürgermeisterei Flammersfeld im neu errichten Kreis Altenkirchen zugeordnet, der von 1822 an zur Rheinprovinz gehörte.
Oberhalb des Dorfes, das aus dem „Überdorf, Oberdorf und dem Balkan“ besteht, stand um 1828 eine Betkapelle, die zur bereits 1550 erwähnten Filiale Obersteinebach gehörte. Sie wurde 1926/27 neu aufgebaut und am 14. Oktober 1928 dem hl. Josef als Schutzpatron geweiht. In den darauf folgenden Jahren wurde sie mehrfach renoviert.
Für die Einwohner war in früherer Zeit, neben der üblichen Landwirtschaft, der Eisenerzbergbau eine Erwerbsquelle. Alte „Pingenzüge“ und der alte „Stollen hinter dem Heiderhof“ zeugen heute noch von 400–500 Jahre altem Bergbau.
Seit Anfang der 1990er Jahre entwickelt sich der Ort mehr und mehr zu einer ländlichen Wohngemeinde.
Statistik zur Einwohnerentwicklung
Die Entwicklung der Einwohnerzahl von Obersteinebach, die Werte von 1871 bis 1987 beruhen auf Volkszählungen:

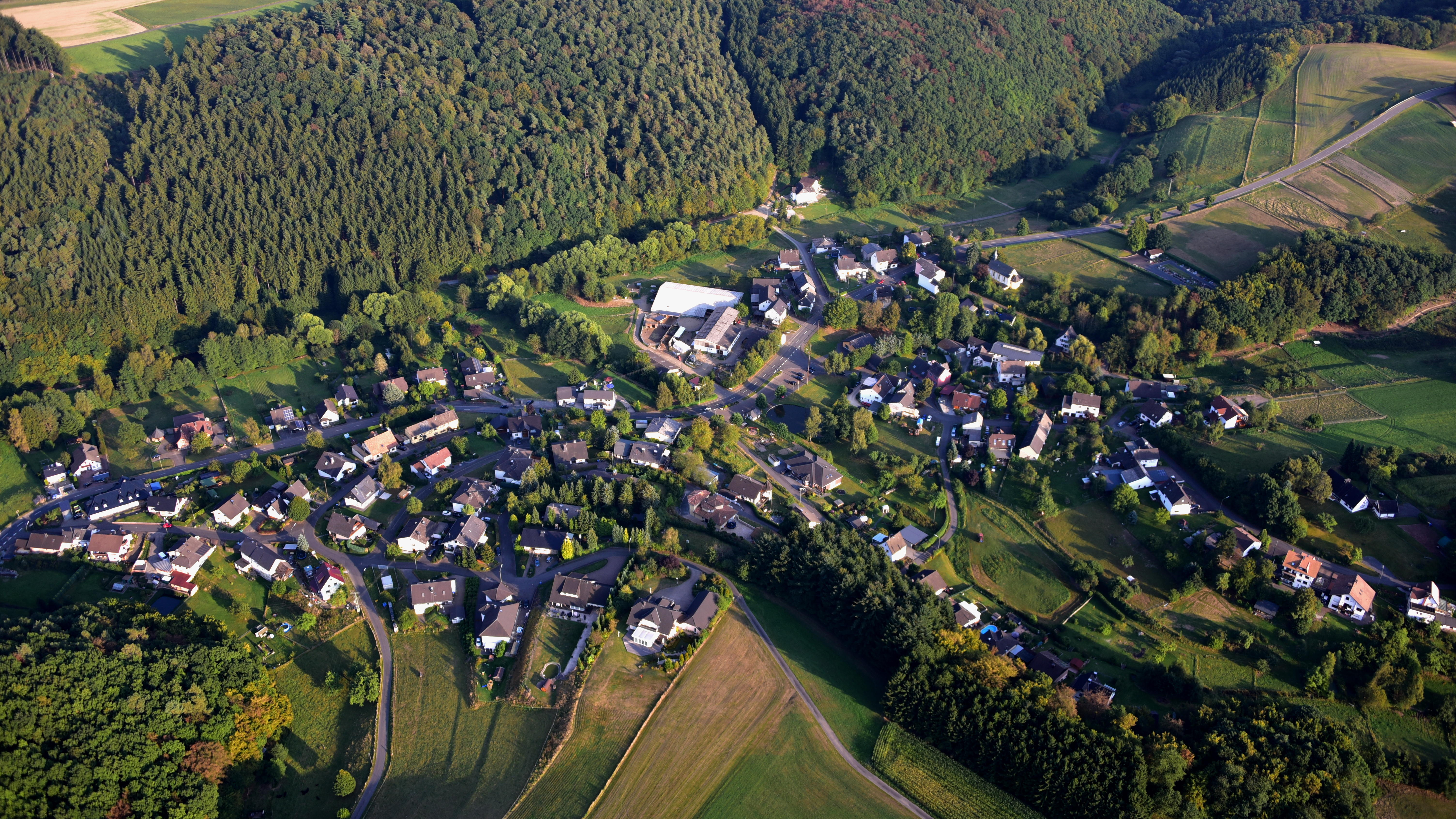
Obersteinebach, Luftaufnahme (2016)

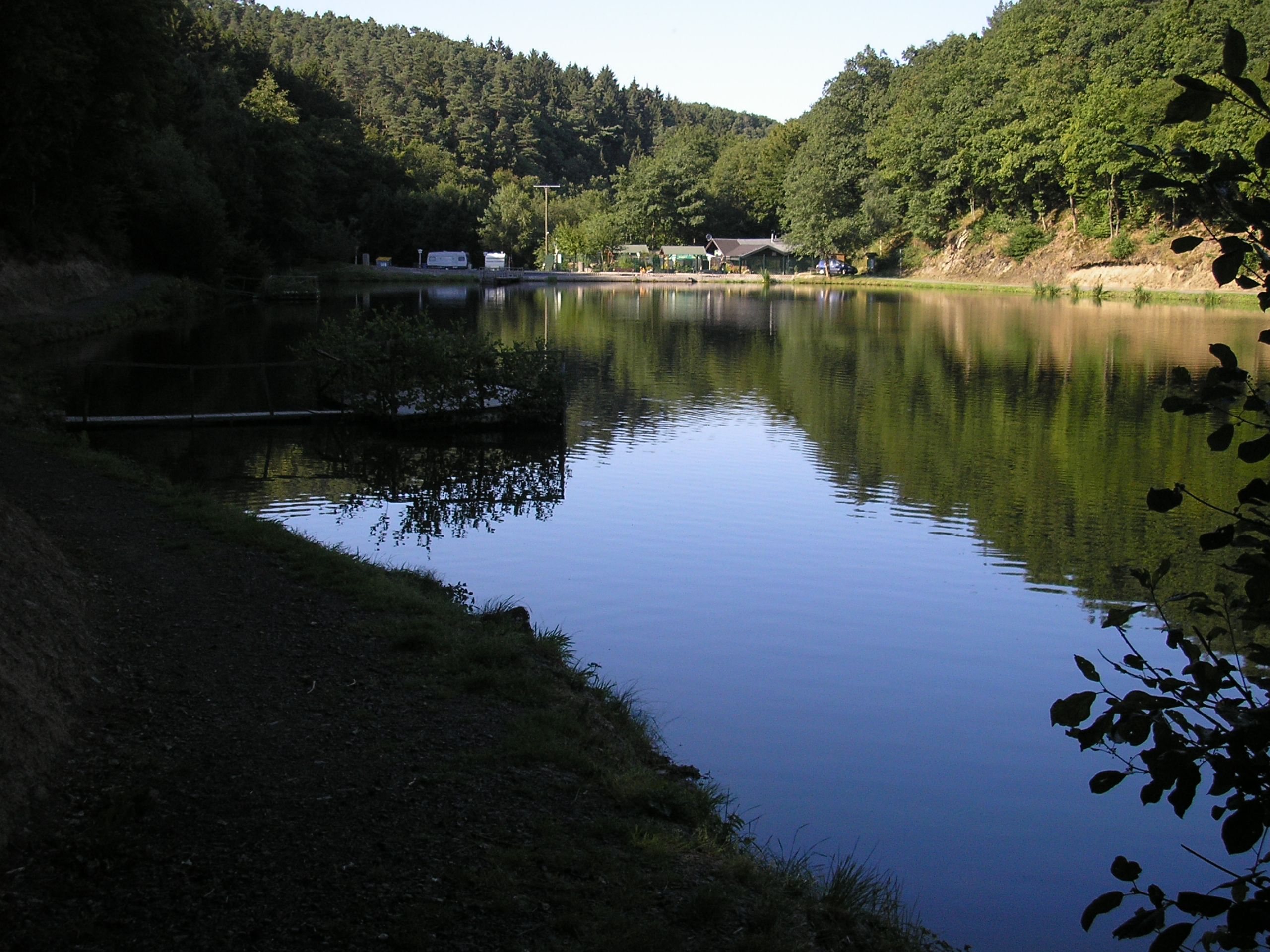
Lahrbach-Stausee bei Obersteinebach

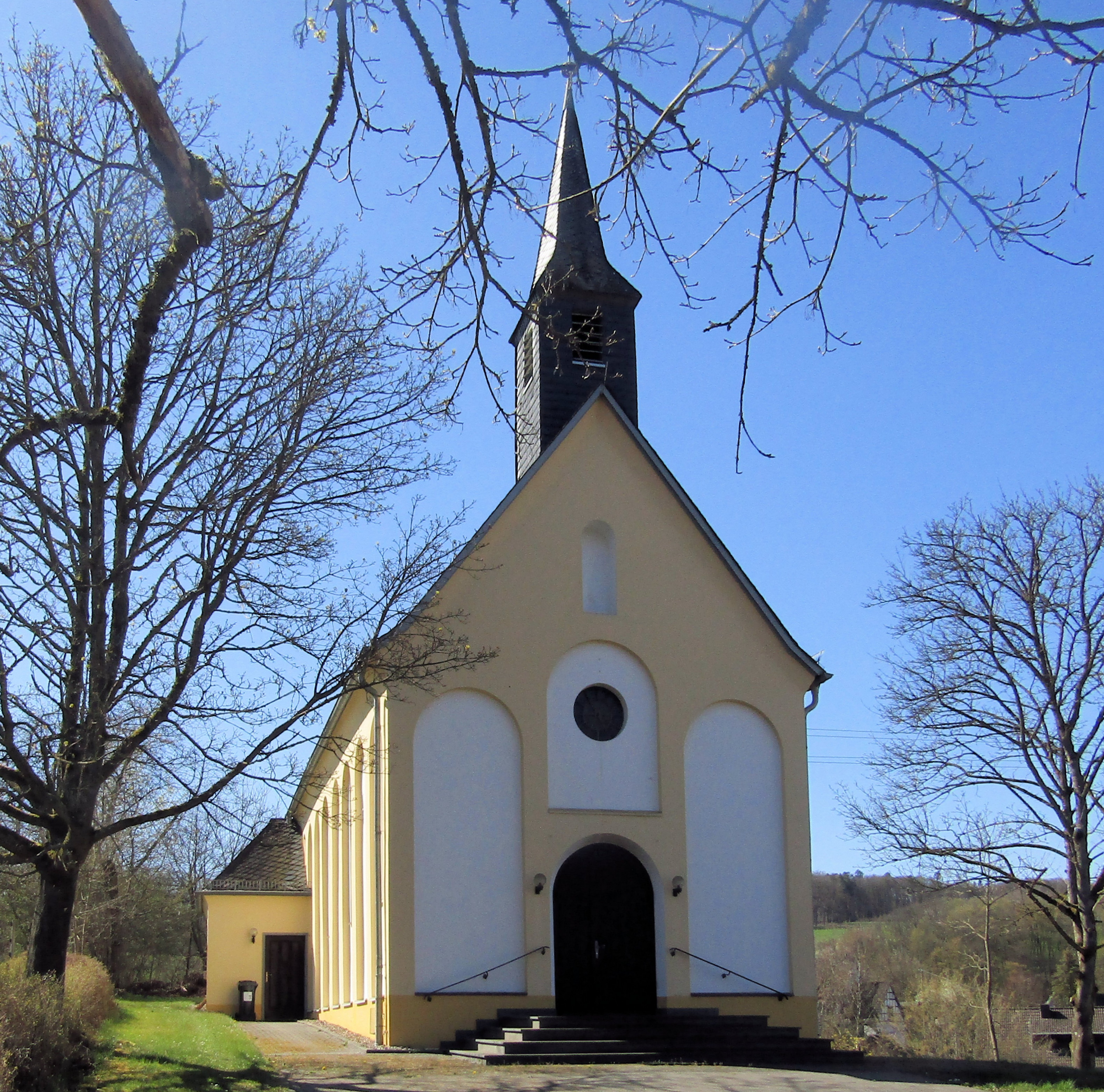
Kirche St. Josef

| Jahr | Einwohner |
| ---- | --------- |
| 1815 | 106       |
| 1835 | 120       |
| 1871 | 128       |
| 1905 | 170       |
| 1939 | 178       |

| Jahr | Einwohner |
| ---- | --------- |
| 1950 | 198       |
| 1961 | 202       |
| 1970 | 185       |
| 1987 | 186       |
| 2005 | 235       |

## Politik

### Gemeinderat
Der Gemeinderat in Obersteinebach besteht aus sechs Ratsmitgliedern, die bei der Kommunalwahl am 9. Juni 2024 in einer Mehrheitswahl gewählt wurden, und dem ehrenamtlichen Ortsbürgermeister als Vorsitzendem.

### Bürgermeister
Oliver Rüßel wurde am 4. Oktober 2019 Ortsbürgermeister von Obersteinebach. Bei der erneuten Direktwahl am 1. September 2019 war er  mit einem Stimmenanteil von 64,5 % gewählt worden. Oliver Rüßel ist Nachfolger von Gisbert Groß, der eigentlich bei der Direktwahl am 26. Mai 2019 wiedergewählt worden war, kurz nach dieser Abstimmung aber von seinem Amt zurücktrat. Dadurch wurde eine erneute Wahl notwendig. Bei der Direktwahl am 9. Juni 2024 wurde Rüßel als einziger Bewerber mit 89,5 % für weitere fünf Jahre wiedergewählt.

### Wappen
| Wappen von Obersteinebach | Blasonierung: „Gespalten, vorne durch einen silbernen Wellenbalken geteilt, oben in Rot eine silberne Kapelle, unten in Blau ein dreiblättriger silberner Eichenzweig mit goldener Eichel, hinten in Silber vor gestürzten schräggekreuzten schwarzen Hammer und Schlegel ein durchgehendes rotes Kreuz, belegt mit einer heraldischen goldenen Lilie.“ |
| Wappen von Obersteinebach | Wappenbegründung: An die ehemaligen Landes- bzw. Lehnsherrn erinnern im Gemeindewappen von Obersteinebach hinten das „Trierer Kreuz“ sowie die Farben Rot und Silber, die auch gleichzeitig die Wappenfarben des Erzbistums und die der Isenburger Grafen sind. Die goldene heraldische Lilie steht als Mariensymbol für die erste urkundliche Erwähnung durch das Herforder Marienstift. Der Bach, und somit auch der Ortsname sind im Wappen vorn durch einen silbernen Wellenbalken dokumentiert. Die St.-Josefs-Kapelle ist im Wappen als silberne Kapelle vorne in Rot dargestellt. Für den heute ruhenden Eisenerzbergbau stehen im Wappen, gestürzt und gekreuzt, schwarze Hammer und Schlegel. Der silberne Eichenzweig mit goldener Eichel symbolisiert den Wald und die Gemarkung. Im Gemeindewappen steht das vordere blaue Feld für den Stauweiher. |

## Sehenswürdigkeiten
Die „Bildeiche“ steht als Naturdenkmal im Wald zwischen Obersteinebach und Peterslahr. Eine Besonderheit in der Obersteinebacher Gemarkung ist der am nördlichen Ortsausgang gelegene „Lahrbach-Stausee“.
siehe auch: Liste der Kulturdenkmäler in Obersteinebach

## Verkehr
- Obersteinebach liegt etwa zwei Kilometer nördlich der Bundesautobahn 3 und der Schnellfahrstrecke Köln–Rhein/Main, die in diesem Abschnitt gebündelt verlaufen.
- Die nächstgelegene Autobahnanschlussstelle ist Neuwied, etwa sechs Kilometer entfernt. Die nächstgelegenen Bahnhöfe sind Altenkirchen (Westerwald) an der Oberwesterwaldbahn, Au (Sieg), die Bahnhöfe Montabaur und Limburg Süd sowie Linz (Rhein) und Bad Hönningen an der rechten Rheinstrecke Köln–Koblenz.